# Cilindro Municipal
El Estadio Héctor Grauert, más conocido como Cilindro Municipal, fue un desaparecido complejo multiuso de la ciudad de Montevideo propiedad de la Intendencia Municipal. El complejo materializó y representó  la tecnología y la ingeniería de una época, pero también se convirtió en un punto de referencia y de topofilia para los montevideanos, sobre todo para aquellos quienes viven en la zona. Estaba ubicado en la intersección de las Avenidas José Pedro Varela y Dámaso Antonio Larrañaga. 

## Historia
Con motivo de la realización de la 1ª Exposición Nacional de Producción en Uruguay, una exposición organizada por el entonces Ministro de Obras Públicas, Héctor Grauert en la cual se buscaba exponer por primera vez todo lo relacionado con la industria nacional, se realizó un llamado a concurso para la construcción de un complejo multiuso en el predio donde se pensaba realizar dicha exposición en el límite de los barrios Bolívar y Villa Española. El proyecto ganador del concurso público fue el del arquitecto Lucas Ríos, quien contaría con la participación del ingeniero Alberto Sydney Miller y de Leonel Viera, quienes realizaron la estructura del mismo. Finalmente, el complejo fue inaugurado el 19 de enero de 1956 para cumplir con su propósito y albergar dicha muestra. En el área circundante se construyeron los pabellones para la muestra, un parque infantil y el Teatro de Verano.  
En diciembre de 1956, en el predio de la entonces exposición y del Cilindro Municipal, se iniciaron las transmisiones de Canal 10, el primer canal de televisión del país, propiedad de la Sociedad Anónima de Emisión de Televisión y Anexos.  
La técnica de construcción del techo colgante del Cilindro Municial posteriormente fue utilizada en el Madison Square Garden 
En 1964 se trasladó el Estudio de Canal 10 hacia el barrio de Palermo, y el Teatro de Verano hacia el Parque Rodó.  
En 1967 el Cilindro Municipal fue remodelado por dentro para así poder ser la sede del V Campeonato Mundial de Baloncesto. La remodelación buscó dotar al complejo de una mayor capacidad, para lograr contar con un total de 18 000 espectadores. Además se construyeron las tribunas Melbourne y Helsinki, en homenaje a los mayores logros internacionales de la Selección Nacional de Baloncesto, las medallas de bronce en los Juegos Olímpicos de Helsinki 1952 y Melbourne 1956.
Tras su remodelación, continuó siendo escenario de campeonatos internacionales, como también de las más variadas actividades, escenario de múltiples exámenes, refugio de personas en situación de calle, o de evacuados, centro de reunión de diversos tipos de grupos, incluyendo otros deportes como: boxeo, hockey, fútbol sala, voleibol, tenis de mesa, hándbol, campeonatos de ajedrez, además de ser escenario de espectáculos sobre hielo, exposiciones y recitales musicales.
Posteriormente el estadio multipropósito recibió la denominación de Estadio Municipal Héctor Grauert, en homenaje a quien fuera secretario de estado de diversas carteras ministeriales de Uruguay y el principal impulsor de su construcción y organizador de la 1° Exposición de la Producción. Pese a su denominación oficial, en la jerga popular continuó llamándose como Cilindro Municipal. 
Durante la dictadura cívico militar, el complejo se convirtió en centro de detención clandestina de presos políticos.
En el predio circundante del complejo se encontraba un parque infantil, el anfiteatro Canario Luna y el Museo Aeronáutico, el cual debió trasladarse en 2014 hacia la Base Aérea General Cesáreo Berisso.

## Demolición
En la madrugada del 21 de octubre de 2010 un incendio ocurrido en su interior provocó la caída del techo, dejando extremadamente dañada su estructura, por lo que se decidió demolerlo. No hubo heridos, ya que el Cilindro estaba en reparaciones, y ese día el sereno del lugar tenía el día libre. Estaba planeada su reapertura para unos días después del siniestro para el encuentro entre Unión Atlética y Malvín por la Liga Uruguaya de Básquetbol 2010/11 que no fue posible. El último encuentro disputado en este escenario fue entre Atlético 25 de Agosto y Nacional por el Torneo Metropolitano 2010, con victoria de 25 de Agosto por 87-71.
El complejo fue demolido el lunes 12 de mayo de 2014 y en su lugar la Administración Nacional de Telecomunicaciones proyecto la construcción de un nuevo recinto multiproposito en el predio. Finalmente el Antel Arena fue culminado en 2018 e inaugurado en noviembre de ese año.

## Conciertos
| País                                   | Artista          | Año  |
| -------------------------------------- | ---------------- | ---- |
| Bandera de Estados Unidos              | Van Halen        | 1983 |
| Bandera del Reino Unido                | The Mission      | 1988 |
| Bandera del Reino Unido                | UB40             | 1989 |
| Bandera de Estados Unidos              | Rock Star Angels | 1989 |
| Bandera de Estados Unidos              | Bob Dylan        | 1991 |
| Bandera del Reino Unido                | Eric Clapton     | 2001 |
| Bandera de Uruguay · Bandera de México | Snake, Molotov   | 2003 |

- cilindro Municipal di Montevideo Fausto Giovannardi